# Malthonica arganoi
Malthonica arganoi är en spindelart som först beskrevs av Brignoli 1971.  Malthonica arganoi ingår i släktet Malthonica och familjen trattspindlar.
Artens utbredningsområde är Italien. Inga underarter finns listade i Catalogue of Life.